# 近藤志生里
近藤 志生里（こんどう しおり、1994年11月8日 - ）は、日本のフリーアナウンサー。

## 来歴
岡山県出身。岡山学芸館高等学校を経て、フェリス女学院大学文学部日本文学科を卒業。
2017年4月に青森テレビに入社。同局のアナウンサーになり、2022年12月まで在籍した（実際の勤務期間は同年9月まで）。同局在籍時には、夕方のローカルワイド番組『わっち!!』の各コーナーにリポーターやキャスターとして出演していた。
2023年よりTBSスパークルキャスター室に所属し、同年4月からCS・TBS NEWSのキャスターを務めている。